# Pleopeltis pleopeltidis
Pleopeltis pleopeltidis är en stensöteväxtart som först beskrevs av Fée, och fick sitt nu gällande namn av De la Sota. Pleopeltis pleopeltidis ingår i släktet Pleopeltis och familjen Polypodiaceae. Inga underarter finns listade.